# Life Classes
Pour plus de détails, voir Fiche technique et Distribution.
Life Classes est un film canadien réalisé par William D. MacGillivray, sorti en 1988.

## Synopsis
Une jeune femme s'installe à Halifax et s'occupe de son bébé en posant pour des classes de dessin.

## Fiche technique
- Titre : Life Classes
- Réalisation : William D. MacGillivray
- Scénario : William D. MacGillivray
- Musique : Alexander Tilley
- Photographie : Lionel Simmons
- Montage : William D. MacGillivray
- Production : Stephen Reynolds
- Société de production : Picture Plant
- Pays :  Canada
- Genre : Drame
- Durée : 117 minutes
- Dates de sortie : 
  -  Allemagne de l'Ouest : février 1988 (Berlinale)

## Distribution
- Jacinta Cormier : Mary Cameron
- Leon Dubinsky : Earl
- Leo Jessome : le père de Mary
- Frances Knickle : Gloria
- Marty Reno : Colin
- Steve Szewczok : Andy
- Kelley Edwards : Brenda
- Leo Jessome : M. Cameron
- Paul Ratchford : Malcolm
- Jill Chatt : Marie
- Mary Izzard : Mme. Miller
- Caitlyn Colquhoun : Mme. Sitwell

## Distinctions
Le film a été présenté en sélection officielle en compétition lors de Berlinale 1988.